# シェーカル・カプール
シェーカル・カプール（शेखर कपूर, Shekhar Kapur, 1945年12月6日 - ）は、イギリス領インド帝国ラホール出身の映画監督である。
日本ではアルファベット表記で名前の最後の「-r」に引きずられてか、「シェカール」となっている事がほとんどだが、実際には長母音として「ー」をつけるべきなのは最初のほうの音節である。

## 略歴
ラホール生まれ。父クルブシャン・カプールは医師、母シール・カンタはジャーナリスト兼舞台女優であった 。
インドのニューデリーとデヘラードゥーンで教育を受け、会計士になるために22歳でイギリスに渡るが、映像関係の仕事を始めるようになる。1983年に映画監督としてデビュー。1998年に監督した『エリザベス』がアカデミー賞7部門にノミネートされ、注目されるようになった。
黒澤明の大ファンだという。

## 監督作品
- マースーム（無垢） Masoom（1982）
- Mr.インディア Mr. India（1987）
- 女盗賊プーラン Bandit Queen  (1994)
- エリザベス Elizabeth  (1998)
- サハラに舞う羽根 The Four Feathers  (2002)
- エリザベス:ゴールデン・エイジ Elizabeth: The Golden Age (2007)
- ニューヨーク、アイラブユー New York, I Love You (2009)
- きっと、それは愛じゃない What's Love Got To Do With it? (2022)

## 参照
1. ↑  “Padma Awards 2025 announced”.   Press Information Bureau (2025年1月25日). 2025年1月26日閲覧。
2. ↑  Shekhar Kapur: A life in focus - Times of India